# Ottakring
Ottakring ( [ˈɔtɐˌkʀɪŋ] ?) er den 16. af Wiens 23 bydele (bezirke).
48°12′47″N 16°18′40″Ø / 48.213°N 16.311°Ø